# Grande fontaine de Frasne-le-Château
La grande fontaine de Frasne-le-Château est une fontaine située à Frasne-le-Château, en France.

## Description
Le monument est composé de trois parties : un édicule de puisage de plan octogonal relié au lavoir rectangulaire par un canal abreuvoir. La partie lavoir est recouverte d'une halle supportée par dix piliers en pierre de section carrée ; la façade coté puisoir présente des ouvertures façon Serlienne. Cette fontaine est alimentée par une des sources de la Jouanne.

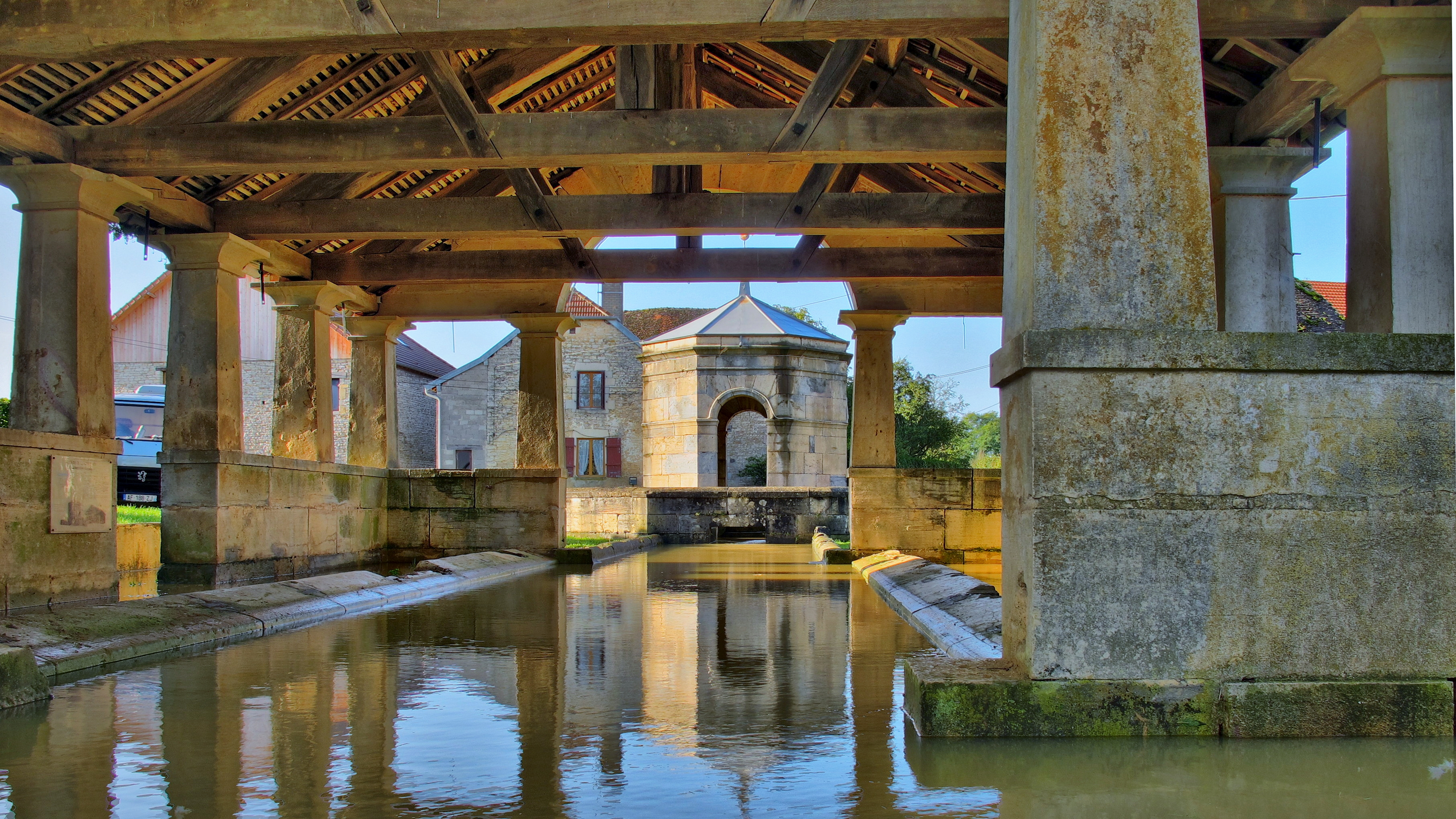
Vue de l'enfilade : bassin de lavage, canal-abreuvoir et puisoir.

## Localisation
La fontaine est située sur la commune de Frasne-le-Château, dans le département français de la Haute-Saône.

## Historique
La grande fontaine de Frasne-le-Château a été construite pour 12 000 francs-or sur un projet de l’architecte Louis-Nicolas Well de 1830 à 1833. Elle a succédé à un édifice datant de 1805 et dont le plan général était semblable : le puisard suivi dans un même axe par l’abreuvoir et un lavoir couvert.
L’espace compris entre les piliers avait été muré et vitré pour supprimer les courants d’air dans le lavoir. La municipalité a fait remettre le lavoir dans son état primitif en 1983.
L'édifice est inscrit au titre des monuments historiques le 5 décembre 1996.